# طرخشقون أسود
طرخشقون أسود (الاسم العلمي:Taraxacum nigrum) هو نوع من النباتات يتبع جنس الطرخشقون من الفصيلة النجمية.